# Luigi Cherubini e la musa della poesia lirica
Luigi Cherubini e la musa della poesia lirica (Luigi Cherubini et la Muse de la poésie lyrique) è un dipinto realizzato nel 1842 da Jean-Auguste-Dominique Ingres, assistito dal suo alunno Henri Lehmann. Si tratta di un ritratto allegorico del compositore Luigi Cherubini. Il quadro fa parte delle collezioni di dipinti francesi del museo del Louvre.

## Storia
Acquistato dal pittore per 8000 franchi per la lista civile del re Luigi Filippo nel giugno del 1842, il quadro entrò nelle collezioni del museo del Lussemburgo. Passò nelle collezioni del museo del Louvre nel 1874.

## Descrizione

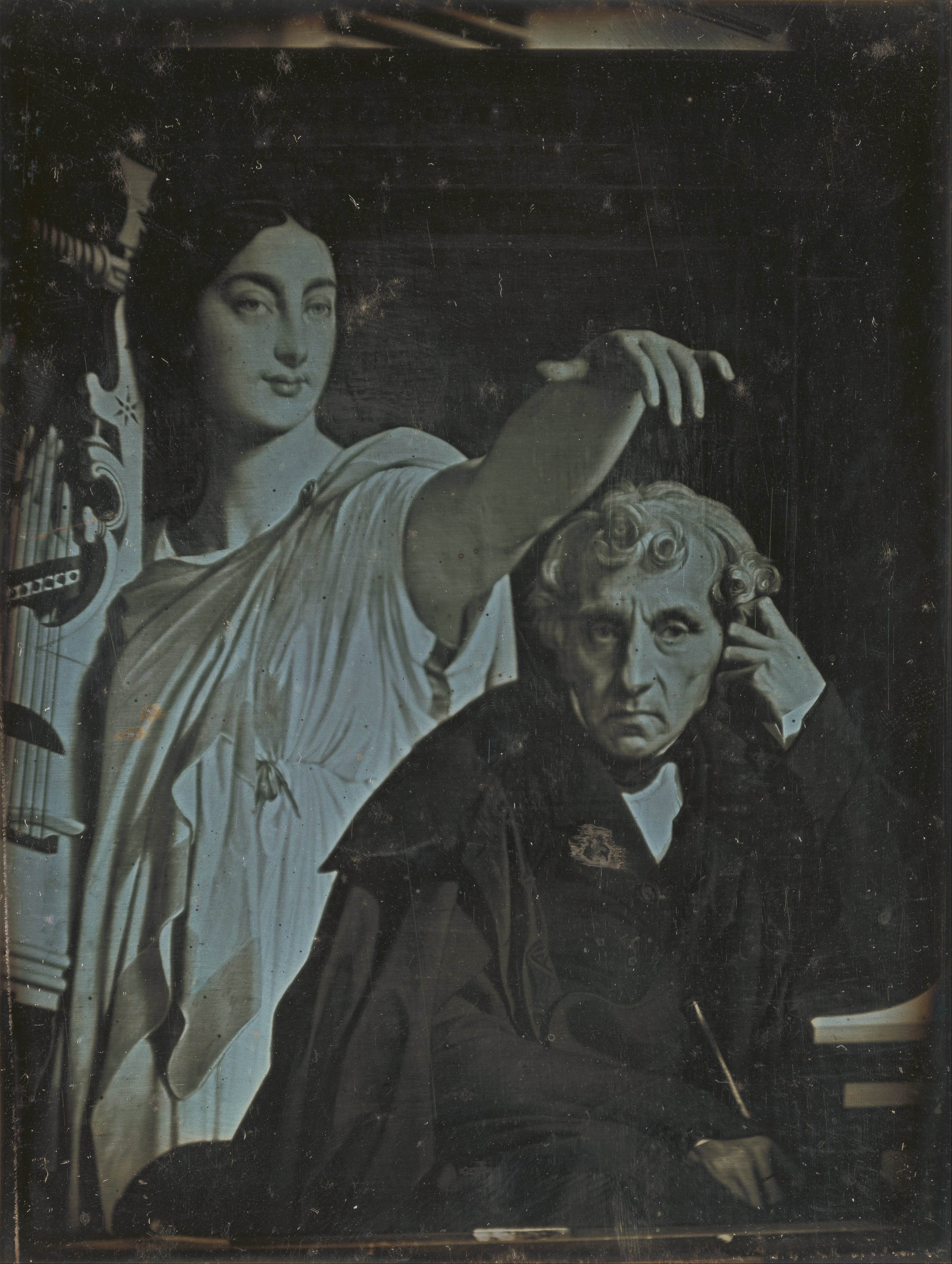
Un dagherrotipo del 1842 che mostra l'opera (a specchio) prima che la figura della musa si rovinasse.

Frutto di una lunga gestazione (furono realizzati diciotto disegni preparatori), questo quadro è considerato una variazione di un ritratto precedente del compositore che Ingres aveva realizzato nel 1833, del quale una replica, dipinta a Roma prima del 1841, si conserva nel museo d'arte di Cincinnati. La musa che qui accompagna il compositore fu dipinta probabilmente da Lehmann, e la crettatura che ha deteriorato l'aspetto di questa figura, legata a un eccesso di olio e all'uso di una vernice a base di bitume, indica una mano diversa da quella di Ingres, che non usava queste tecniche.
Ingres era un amante del violino e un grande violinista. Ammirava Mozart e conobbe musicisti e compositori eccezionali del diciannovesimo secolo come Franz Liszt o Niccolò Paganini. A Roma conobbe un altro compositore importante, Luigi Cherubini, che compose per il pittore un'Ode a Ingres in risposta al ritratto che il francese aveva fatto di un amico comune dei due, lo scultore Lorenzo Bartolini. Ingres lo ritrasse poco prima della sua morte con un'espressione melanconica, in quanto Cherubini soffriva spesso di depressione. In questa variante successiva del dipinto originale integrò il ritratto in questa composizione, dove la figura con un gesto assorto, come se fosse concentrata nei suoi pensieri, riceve l'ispirazione dalla figura monumentale e classica che dietro di lui allunga la sua mano sopra la sua testa. La modella che diede il proprio volto a Euterpe, musa della lirica, era Clémence de Rayneval, la sorella di un diplomatico francese, caratterizzata da una leggera peluria sopra la bocca e dalle sopracciglia folte. Quando Cherubini vide l'opera non disse una parola, e Ingres ne rimase offeso, ma dopo la morte del compositore poté ascoltare l'ode scritta per lui e si sciolse in lacrime di pentimento.